# Nick Beams
Nick Beams (* 1948) ist ein australischer Politiker. Er war von 1985 bis 2015 Vorsitzender der Socialist Equality Party (SEP) Australiens.
Beams wurde in Großbritannien geboren und wuchs in Tasmanien auf. 1972 war er Gründungsmitglied der Socialist Labour League (SLL), aus der später die SEP hervorging.
Nick Beams gilt als eine führende Autorität auf dem Gebiet der marxistischen politischen Ökonomie. Er hat zahlreiche Schriften zur Bedeutung der Globalisierung für die internationale Arbeiterklasse veröffentlicht und hält weltweit Vorträge dazu.
Beams ist Mitglied der internationalen Redaktion der World Socialist Web Site. Er lebt in Sydney und hat zwei erwachsene Kinder.

## Publikationen
- Der Weg vorwärts für die philippinische Revolution, 1988, ISBN 3-88634-031-7
- Marxism and the Globalisation of Production, 1997, ISBN 1-873045-47-6 (deutsch online)
- The Significance and Implications of Globalisation: A Marxist Assessment, 1998, ISBN 1-875639-26-8[2]